# Triaenogryllacris triaena
Triaenogryllacris triaena — вид прямокрилих комах родини Gryllacrididae.

## Поширення
Вид поширений в Колумбії та Еквадорі.